# Karl Ott von Bátorkéz

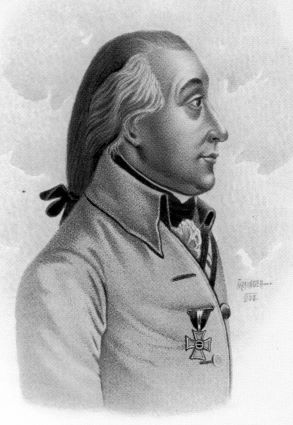
Peter Karl Freiherr Ott von Bátorkéz

Peter Karl Freiherr Ott von Bátorkéz (* 1738 in Gran, Ungarn; † 10. Mai 1809 in Ofen) war ein österreichischer Feldmarschallleutnant.

## Leben
Ott von Bátorkéz war Teilnehmer am Siebenjährigen Krieg und am Bayerischen Erbfolgekrieg 1778–1779. Im 8. Österreichischen Türkenkrieg wurde er als Husaren-Oberst nach der Erstürmung des türkischen Lagers von Kalafat am 16. Juni 1790 „deshalb des höchst angesehenen Ritterkreuzes des Militär-Maria-Theresien-Ordens würdig befunden […], weil er auf eigene Verantwortung mit seinem Regimente an der Seite der stürmenden Infanterie in die Verschanzungen des Gegners eindrang, denselben in die Flucht schlug und ungesäumt mit erfolgreichem Nachdrucke verfolgte.“ (Adolf Schinzl)
Nach Beginn der Koalitionskriege wurde Ott von Bátorkéz 1792 mit seinem Regiment an den Rhein verlegt, avancierte dort 1793 zum Generalmajor und kämpfte in den nächsten Jahren am Rhein und in Norditalien. 
Im Jahr 1799 zeichnete er sich als Feldmarschallleutnant besonders aus: Vor allem bei der Einnahme von Brescia (21. April), in den Schlachten von Cassano (27. April) und an der Trebbia (18. Juni), bei der Eroberung des Forts S. Urbano (10. Juli) und in der Schlacht bei Novi (15. August) hatte er entscheidenden Anteil am Erfolg. Am 4. November hatten seine Truppen entscheidenden Anteil am Sieg in der Schlacht bei Genola.  Er wurde dafür mit dem Kommandeurkreuz des Theresienordens ausgezeichnet.
Auch am Feldzug von 1800 nahm er teil, musste allerdings am 9. Juni bei Montebello eine Niederlage durch Marschall Lannes hinnehmen. Bald nach der Schlacht von Marengo wurde er von der Feldarmee abgezogen und dem Generalkommando in Ofen zugeteilt, wo er seine letzten Lebensjahre zubrachte.
Ott heiratete Frederike von Rosenfeld, eine Tochter des FML Michael Gottfried von Rosenfeld. Das Paar hatte eine Tochter:
- Elisabeth (* 28. August 1783; † 1833) ⚭ Freiherr Karl Josef von Gatterburg (* 31. Juli 1776; † 12. September 1827), Major